# (200333) 2000 GC186
(200333) 2000 GC186 es un asteroide perteneciente al cinturón de asteroides descubierto el 4 de abril de 2000 por el equipo del Lowell Observatory Near-Earth-Object Search desde la Estación Anderson Mesa (condado de Coconino, cerca de Flagstaff, Arizona, Estados Unidos).

## Designación y nombre
Designado provisionalmente como 2000 GC186.

## Características orbitales
2000 GC186 está situado a una distancia media del Sol de 3,042 ua, pudiendo alejarse hasta 3,418 ua y acercarse hasta 2,666 ua. Su excentricidad es 0,123 y la inclinación orbital 13,79 grados. Emplea 1938,23 días en completar una órbita alrededor del Sol.

## Características físicas
La magnitud absoluta de 2000 GC186 es 14,7. Tiene 3,914 km de diámetro y su albedo se estima en 0,183. 